# Мишин, Павел Иванович
Павел Иванович Мишин (22 июня 1899, с. Байково, Лукояновский уезд, Нижегородская губерния, Российская империя — ?) — советский государственный деятель, и. о. председателя Уссурийского облисполкома (1937—1940).

## Биография
Член РКП(б) с 1921 г. В 1919—1923 гг. — в РККА.
- май-декабрь 1923 г. — председатель исполнительного комитета Байковского волостного Совета (Нижегородская губерния),
- 1923—1924 гг. — председатель исполнительного комитета Никитинского волостного Совета (Нижегородская губерния),
- 1924—1925 гг. — председатель исполнительного комитета Хмелевицкого волостного Совета (Нижегородская губерния),
- 1925—1929 гг. — агент государственного страхования с. Пыщуг, Белышево, инспектор государственного страхования Ветлужского уезда (Нижегородская губерния),
- 1929—1930 гг. — заведующий Муромской окружной конторой государственного страхования,
- 1930—1931 гг. — председатель Кулебакской районной плановой комиссии (Нижегородский край),
- май- ноябрь 1931 г. — председатель исполнительного комитета Шурминского районного Совета (Нижегородский край),
- 1931—1933 гг. — заведующий финансовой инспекцией Народного комиссариата земледелия СССР по Нижегородскому — Горьковскому краю,
- январь-сентябрь 1933 г. — заместитель заведующего Горьковской краевой конторой «Заготскот»,
- 1933—1934 гг. — заместитель заведующего Горьковским краевым организационным отделом,
- 1934—1937 гг. — председатель исполнительного комитета Сергачского районного Совета (Горьковский край — область),
- 1937—1940 гг. — и. о. председателя исполнительного комитета Уссурийского областного Совета,
- 1940—1941 гг. — начальник коммерческого отдела Кулебакского металлургического завода имени С. М. Кирова (Горьковская область),
- апрель-июль 1941 г. — управляющий Промышленным комбинатом (Ленинский район г. Горького),
- 1941—1945 гг. — участник Великой Отечественной войны,
- 1945—1946 гг. — управляющий Горьковским городским банно-прачечным трестом,
- 1946—1948 гг. — управляющий Горьковским городским трестом уличной очистки,
- 1948—1949 гг. — начальник Горьковского агентства «Мортехснаб»,
- 1949—1950 гг. — начальник Горьковской городской конторы механической очистки,
- июль-декабрь 1950 г. — коммерческий директор Промышленного комбината (Железнодорожный район г. Горького).

С декабря 1950 г. — начальник Железнодорожного районного жилищного управления (Горький).